# Skyscrapers
Skyscrapers er en amerikansk stumfilm fra 1906.

## Medvirkende
- Gene Gauntier
- Jim Slevin